# 馬爾卡拉 (洪都拉斯)
馬爾卡拉（西班牙語：Marcala），是洪都拉斯的城鎮，位於該國西南部，由拉巴斯省負責管轄，始建於1869年，面積220.7平方公里，海拔高度1,287米，2001年人口20,434，人口密度每平方公里92.59人。
14°9′N 88°1′W / 14.150°N 88.017°W